# Метакомет

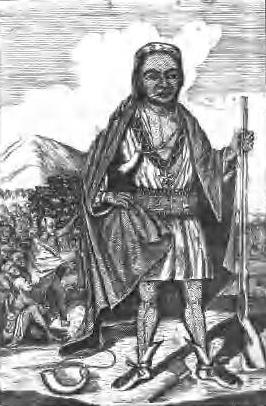

Метакомет (Метаком, 1638 або 1639 — 12 серпня 1676) — вождь індіанського племені вампаноагів, відомий також під іменем Король Філіп, який очолив чотирнадцятимісячну війну союзу індіанських племен проти колоністів Нової Англії в 1675—1676 роках.
Свої англійські імена — Філіп і Олександр — Метаком і його старший брат Вамсутта отримали весною 1660 року рішення суду колонії Плімут. Їх батькові, вождю Массасойту, протягом півстоліття вдавалось підтримувати непростий союз з англійцями, проте по його смерті, у 1662 році за підозрілих обставин помер новий вождь Олександр, який захворів після візиту до лікаря у Плімуті. Філіп, який давно і категорично був проти продажу нових земель колоністам, після смерті брата протягом кількох років таємно готував повстання у союзі з вождями інших індіанських племен, незважаючи на те, що у 1671 році силою був змушений підписати нову мирну угоду, яка передбачала і здачу індіанцями вогнепальної зброї.
Приводом до війни стала страта у 1675 році трьох індіанців, звинувачених у навмисному вбивстві в колонії Плімут. У відповідь на це 20 червня 1675 року вампаноаги напали на місто Суонсі, зруйнували його і вбили кілька колоністів, що стало сигналом для інших індіанських племен до війни — вампаноагів підтримали племена покамтук, массачусет, ніпмук, наррагансетт, абенаки, могікани та мохоки і до кінця вересня були зруйновані міста Міддлборо, Дартмут, Мендон, Брукфілд, Ланкастер і Дірфілд.

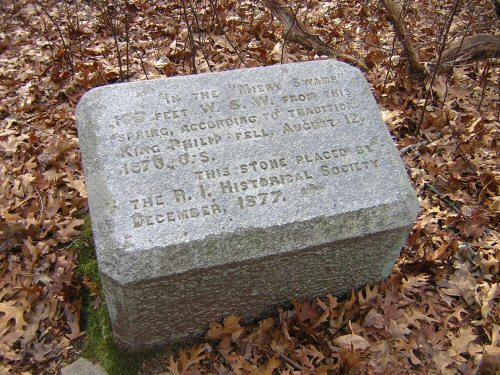
Місце загибелі Короля Філіпа (Род-Айленд)

Після року успішного наступу на міста англійців, взимку 1676 року індіанці втратили ініціативу і були розбиті військами Конфедерації Нової Англії, на боці якої виступили деякі індіанські племена. 1 серпня 1676 року їм вдалося захопити головний табір вампаноагів поблизу урочища Маунт-Хоуп, недалеко від якого 12 серпня Метакомет був убитий. З його смертю закінчились і активні бойові дії. Кілька десятків індіанців, взятих у полон, були продані в рабство на Бермудські острови — серед них дружина і син Короля Філіпа. Його власне тіло після загибелі було четвертоване, а голова, настромлена на палю, простояла в Плімуті протягом наступних 25 років
Повстання Метакомета було найбільшим у XVII столітті в Новій Англії і багатьма вважається найкривавішим конфліктом індіанців з європейськими поселенцями у Північній Америці (у пропорції до їх кількості): менш, ніж за рік було знищено 12 містечок колоністів і вбито 600 англійців (1,5 %) та 3 тисячі з 10 тисяч індіанців, що брали участь у війні.